# اثر لبه زیستگاه

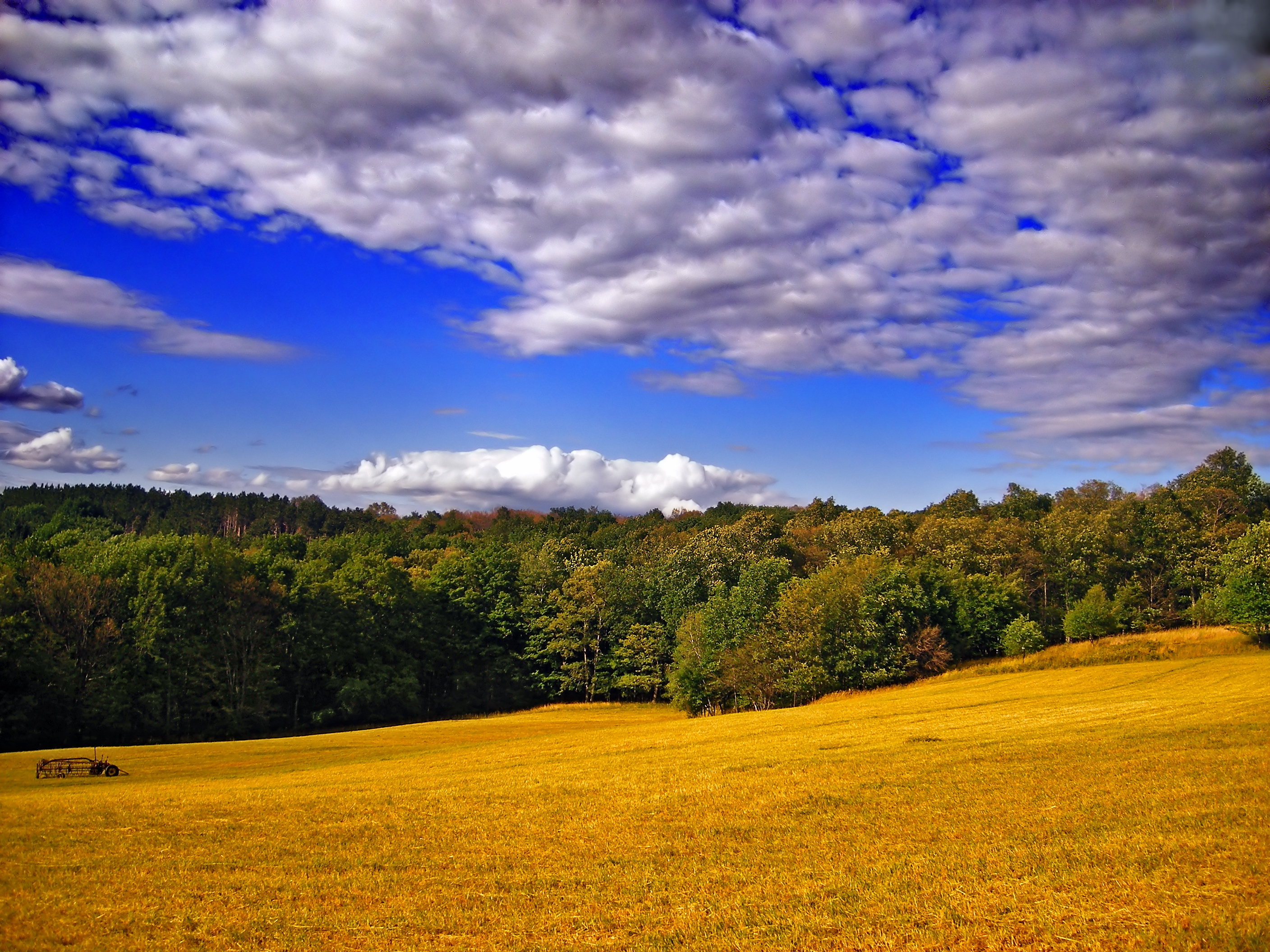
لبه‌ها در جایی به وجود می‌آیند که دو یا چند نوع زیستگاه مانند اینجا در پنسیلوانیا، ایالات متحده با هم تماس پیدا می‌کنند.

در بوم‌شناسی، اثر لبهٔ زیستگاه (به انگلیسی: Edge effect)، به تغییرهایی گفته می‌شود که در ساختار جمعیت یا جامعه است که در مرز دو یا چند زیستگاه رخ می‌دهد. نواحی با گسستگی زیستگاه کوچک اثر لبه مشخصی را نشان می‌دهند که ممکن است در سراسر محدوده گسترش یابد. با افزایش اثر لبه، زیستگاه مرزی امکان تنوع زیستی بیشتری را فراهم می‌کند.
شهرنشینی باعث می‌شود که انسان به‌طور پیاپی زمین را تکه‌تکه کند و در نتیجه اثر لبه را افزایش دهد. ثابت شده است که این تغییر در اکولوژی منظر پیامدهایی دارد. گونه‌های عمومی، به‌ویژه گونه‌های مهاجم، از این تغییر چشم‌انداز سود می‌برند، در حالی که گونه‌هایی که به یک آشیان بوم‌شناختی خاص از جنگل داخلی نیاز دارند، رنج می‌برند. به عنوان مثال، تنوع آلفای پرندگان حساس به لبه در جنگل‌های بارانی لاکاندونا، مکزیک، با افزایش اثر لبه در حال کاهش است.

## انواع لبهٔ زیستگاه
- ذاتی – ویژگی‌های طبیعی موقعیت مرزی را پایدار می‌کند.
- موقتی – اختلال‌های طبیعی گذرا (مانند آتش‌سوزی یا سیل) یا فعالیت‌های انسان‌ساخت که در طول زمان مرزها را دچار تغییر پیاپی قرار می‌دهد.
- باریک – یک زیستگاه ناگهان به پایان می‌رسد و زیستگاه دیگری آغاز می‌شود (به عنوان نمونه، یک مزرعه کشاورزی).
- پهن (بوم‌مرز) – فاصله زیاد در مرزهای دو زیستگاه کاملاً تعریف‌شده را بر اساس شرایط فیزیکی و پوشش گیاهی آنها جدا می‌کند و در این میان یک منطقه گذار بزرگ وجود دارد.
- پیچیده – مرز غیرخطی است.
- شکافته – مرز دارای شکاف‌هایی است که میزبان زیستگاه‌های دیگر است.

## شیوهٔ اثر لبهٔ زیستگاه
- اثر غیرزیستی - تغییر در شرایط محیطی که از نزدیکی به یک ماتریس ساختاری نامشابه ناشی می‌شود.
- اثر زیستی مستقیم - تغییر در فراوانی و پراکندگی گونه‌ها که به‌طور مستقیم به دلیل شرایط فیزیکی نزدیک لبه ایجاد می‌شود
- اثر زیستی غیرمستقیم که شامل تغییر در فعل و انفعالات گونه‌ها مانند شکار،[۴] انگل زادآوری، رقابت، گیاه‌خواری و گرده‌افشانی زیستی و دانه‌پراکنی است.[۵]

## اثر انسانی
- معرفی گونه‌های مهاجم /بیگانه
- شدت و فراوانی آتش‌سوزی
- جانوران همراه (حیوانات خانگی) که به عنوان شکارچی و رقیب عمل می‌کنند
- مسیرها
- آلودگی، فرسایش
- نابودی زیستگاه‌های تغذیه‌ای
- تکه‌تکه‌شدن زیستگاه
- جنگل‌زدایی و تغییر کاربری زمین